# 트러스트 컴퍼니
트러스트 컴퍼니(Trust Company)는 미국 앨라배마주 몽고메리 출신 록 밴드이다.

## 역사
트러스트 컴퍼니는 1997년에 보컬 케빈 팔머, 드러머 제이슨 싱글턴에 의해 결성되었다. 베이시스트 조시 모티스와 기타리스트 제임스 푸카이를 영입한 후, 지역 내에서 인기를 쌓아가다 메이저 음반사 게펜 레코드와 계약을 맺었다. 원래 이름은 "41 다운(41 Down)"이었으나, 계약을 맺으면서 캐나다의 밴드 섬 41과 혼동이 일어나지 않도록 이름을 트러스트 컴퍼니로 바꾸었다.
메이저 데뷔 음반 《The Lonely Position on Neutral》은 2002년 7월 23일 발매되었다. 싱글 〈Downfall〉, 〈Running from Me〉와 함께 이 음반은 괜찮은 성적을 거두며 RIAA 골드를 인증받았다. 두 번째 음반 《True Parallels》는 2005년 3월 22일 발매되었다. 이 음반은 빌보드 차트 32위에 올랐으며, 〈Stronger〉만이 싱글로 발매되었다.
2005년 8월 보컬이자 기타리스트인 케빈 팔머가 밴드 탈퇴를 발표하였고, 얼마 가지 않아 밴드가 해체되었다. 케빈 팔머와 조시 모티스는 새 밴드 애미티 레인(Amity Lane)을 결성하여 2006년 10월에 데뷔 음반을 발표하였다. 제이슨 싱글턴은 암 인 암스(Arm in Arms)에서 드러머로 활동하고 있으며, 제임스 푸카이는 그의 이전 밴드 Hematovore를 재결합하였다.
2007년 여름 트러스트컴퍼니는 원년멤버 그대로 재결합했다. 3집 앨범은 2008년에 나올 예정이라고 한다.

## 멤버
- 케빈 팔머(Kevin Palmer) - 보컬, 기타
- 제임스 푸카이(James Fukai) - 기타
- 워커 워런(Walker Warren) - 베이스
- 제이슨 싱글턴(Jason Singletion) - 드럼

### 이전 멤버
- 조시 모티스(Josh Moates) - 베이스

## 음반 목록
- 《The Lonely Position of Neutral》(2002년)
- 《True Parallels》(2005년)